# Wolfgang Klapheck
Wolfgang Klapheck (Dorsten, 9 de julio de 1966) es un deportista alemán que compitió en remo.
Ganó dos medallas en el Campeonato Mundial de Remo, en los años 1990 y 1991. Participó en los Juegos Olímpicos de Seúl 1988, ocupando el séptimo lugar en la prueba de cuatro con timonel.

## Palmarés internacional
| Representando a la RFA   |                      |                  |                    |
| Campeonato Mundial       |                      |                  |                    |
| Año                      | Lugar                | Medalla          | Prueba             |
| 1990                     | Tasmania (Australia) | Medalla de plata | Cuatro con timonel |
| Representando a Alemania |                      |                  |                    |
| Campeonato Mundial       |                      |                  |                    |
| Año                      | Lugar                | Medalla          | Prueba             |
| 1991                     | Viena (Austria)      | Medalla de oro   | Ocho con timonel   |